# Macrozamia polymorpha
Macrozamia polymorpha — вид голонасінних рослин класу саговникоподібні (Cycadopsida). Рослина вперше була описана у 1998 році ботаніком Девідом Ллойдом Джонсом.
Етимологія: від грецької poly- — багато, і -morphus — «-подібний», з посиланням на розділені й неподільні листові фрагменти.

## Опис
Рослини без наземного стовбура, підземний стовбур 10–25 см діаметром. Листя 2–7 в короні, яскраво-зелене, напівглянсове, завдовжки 50–100 см, з 70–110 листівок; хребет від спірально не закрученого до помірно спірально закрученого; черешок 12–22 см завдовжки, прямий, без шипів. Листові фрагменти прості або дихотомічно розгалужені; середні — завдовжки 120—260 мм, 5–9 мм шириною. Пилкові шишки веретеновиді, 16–25 см завдовжки, 4,5–5,5 см діаметром. Насіннєві шишки яйцевиді, завдовжки 13–20 см, 7–9 см діаметром. Насіння яйцеподібні, 26–30 мм завдовжки, 22–25 мм завширшки; саркотеста червона.

## Поширення, екологія
Країни поширення: Австралія (Новий Південний Уельс). Цей вид росте в сухих склерофітних рідколіссях на піщаних ґрунтах поверх пісковика.